# Patrick Kohlmann
Patrick Kohlmann (Dortmund, 1983. február 25. –) német–ír – egykori – profi labdarúgó. Védőként játszott a Holstein Kielben, az Union Berlinben, a Rot-Weiß Erfurtban és a Borussia Dortmund II-ben. Nyugat-Németországban született, de ifjúsági szinten az Ír Köztársaságot képviselte.